# Regina Jeske
Regina Jeske (* 5. Dezember 1944 in Schneidemühl, Provinz Pommern) ist eine deutsche Schauspielerin.

## Leben
Die Tochter eines Angestellten studierte nach der Oberschule und dem Abitur von 1963 bis 1967 an der Theaterhochschule Leipzig. Einem dreijährigen Engagement in Leipzig folgte ein Engagement am Staatstheater Dresden, zu dessen Ensemble sie bis zum Sommer 2010 gehörte. Auf den Bühnen der DDR war sie unter anderem als Helena in Ein Sommernachtstraum, als Arkadina in Die Möwe und als Marthe Rull in Der zerbrochne Krug zu sehen. Dem Fernsehpublikum ist sie durch drei Rollen beim DFF in der Reihe Der Staatsanwalt hat das Wort bekannt: Das Bleiglasfenster (1983), Ich werde dich nie verraten (1987) und Im Regen tanzen (1990). Regina Jeske arbeitet auch als Synchronsprecherin und ist ebenfalls auf dem Theaterkahn Dresden sowie in der Komödie Dresden zu erleben.
Regina Jeske wurde 1982 Mitglied der NDPD und gehörte von 1986 bis 1990 als NDPD-Abgeordnete der Volkskammer der DDR an.
Sie war mit dem 1997 verstorbenen Schauspieler Achim Schmidtchen verheiratet.

## Theater
- 1971: Maxim Gorki: Die Kleinbürger (Witwe Kriwzowa) – Regie: Hans Dieter Mäde (Staatstheater Dresden)
- 1978: Heinrich von Kleist: Das Käthchen von Heilbronn – Regie: Hannes Fischer (Staatstheater Dresden)

## Hörspiele
- 1985: Brigitte Reimann: Franziska Linkerhand (Franziska) – Regie: Walter Niklaus (Hörspiel – Rundfunk der DDR)
- 2001: Józef Ignacy Kraszewski: Gräfin Cosel (Przebendowska) – Regie: Walter Niklaus (Hörspiel (5 Teile) – MDR)